# Neoneli
Neoneli (sardisch: Neunele) ist eine italienische Gemeinde (comune) in der Provinz Oristano mit 607 Einwohnern (Stand 31. Dezember 2023) in Sardinien. Die Gemeinde liegt etwa 34,5 Kilometer nordöstlich von Oristano und grenzt unmittelbar an die Provinz Nuoro.

## Verkehr
Durch die Gemeinde führt die Strada Statale 388 del Tirso e del Mandrolisai von Oristano nach Sorgono.